# Konrad Hirsch
Konrad Emanuel Nikolaus Hirsch, född 19 maj 1900 i Eidskog, Norge, död 17 november 1924 i Surte, Sverige, var en svensk fotbollsspelare som på klubbnivå representerade Gais och som med svenska landslaget blev olympisk bronsmedaljör i Paris 1924. Han avled senare samma år i hjärnhinneinflammation.

## Karriär
Konrad Hirsch debuterade för Gais i svenska serien i slutet av maj 1924, och bara två veckor senare togs han ut i landslaget. Han gjorde sin debut 18 maj 1924 då Sverige vann mot Polen med 5–1. Därefter togs han ut till OS i Paris samma år där han spelade i den första bronsmatchen mot Nederländerna (1–1). Sverige och Hirsch fick till sist sina bronsmedaljer efter seger i omspelsmatchen.
När allsvenskan startade 1924 spelade Hirsch nio matcher under hösten. Han avled senare samma år, blott 24 år gammal, sedan han insjuknat i hjärnhinneinflammation. Trots Hirschs frånfälle slutade Gais säsongen som allsvenska mästare.
Hirsch spelade även bandy i Surte IS.

## Meriter

### I landslag
Sverige
- OS 1924: Brons